# Habichtstraße (metropolitana di Amburgo)
Habichtstraße è una stazione della metropolitana di Amburgo, sulla linea U3.